# Gotha Go 242

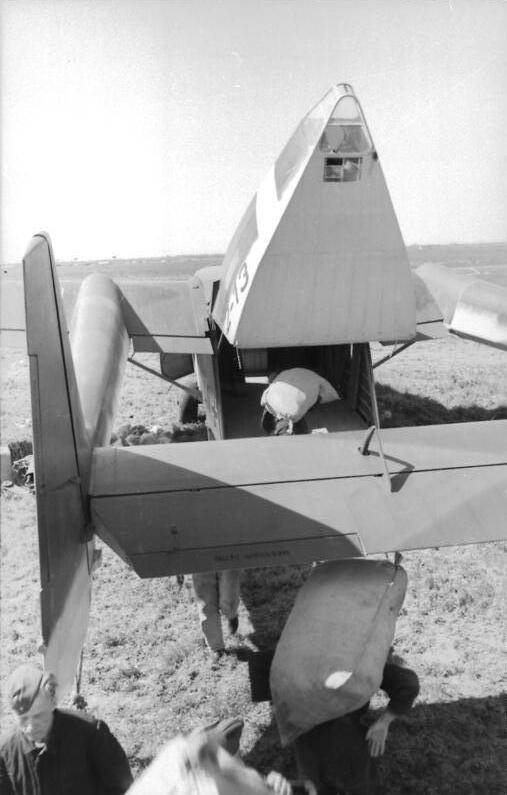
Załadunek szybowca Gotha Go 242 przez podniesione tylne wrota

Gotha Go 242 – niemiecki średni szybowiec transportowo-desantowy z okresu II wojny światowej.

## Historia
W wyniku doświadczeń w bojowym użyciu szybowca DFS 230 pod koniec 1940 niemieckie Ministerstwo Lotnictwa (RLM) zwróciło się do wytwórni Gothear Waggonfabrik AG o opracowanie większego szybowca zdolnego do przewozu 23 żołnierzy. Już na wiosnę 1941 zbudowano dwa prototypy szybowca oznaczonego jako Gotha Go 242. Natychmiast też podjęto badania w locie. Holowane były najczęściej przez Ju 52 lub Heinkel He 111.
Jeszcze przed zakończeniem badań przystąpiono do budowy serii informacyjnej tych szybowców, a następnie pierwszej wersji seryjnej oznaczonej jako Go 242A-1. Wersja ta była przeznaczona do zadań transportowych i posiadała uzbrojenie obronne. Równocześnie rozpoczęto produkcję wersji oznaczonej jako Go 242A-2 (ulepszona wersja A-1 z odrzucanym podwoziem i trzema płozami i hamulcem w postaci spadochronu), w wersji szkoleniowej z zamontowanym na stałe wózkiem jezdnym.
W toku produkcji seryjnej dokonywano dalszych zmian w tym szybowcu budując jego kolejne wersje. Produkcja szybowca trwała do 1944, początkowo w wytwórni Gothaer Waggonfabrik AG, później także w wytwórni Hartwig w Sonnebergu. Łącznie zbudowano 1528 szybowców Go-242 wszystkich wersji, z czego 628 w zakładach Hartwiga.
Na bazie tego szybowca opracowano również jego wersję silnikową, która otrzymała oznaczenie Gotha Go 244. Wersja ta wyposażona została w silniki produkcji francuskiej Gnôme-Rhône 14M06/07. Na wersję silnikową przebudowano 133 szybowce Go-242 (różnych wersji) oraz zbudowano 41 zupełnie nowych, które oznaczono jako Go 244B-5, co dało całkowitą liczbę 174 egzemplarzy.

## Wersje szybowca Go 242
- Go 242V-1 (Go 242V-2) – prototypy
- Go 242A-0 – seria informacyjna
- Go 242A-1 – wersja przeznaczona do zadań transportowych
- Go 242A-2 – wersja przeznaczona do zadań desantowych
- Go 242B-1 – wersja przeznaczona do zadań transportowych wyposażona w podwozie kołowe amortyzowane przez drążki skrętne[2]
- Go 242B-2 – wersja przeznaczona do zadań desantowych wyposażona w podwozie kołowe amortyzowane hydraulicznie
- Go 242B-3 – wersja przeznaczona do zadań desantowych Go 242A-1, wyposażona w dodatkowe drzwi dla skoczków spadochronowych[2]
- Go 242B-4 – wersja przeznaczona do zadań desantowych Go 242B-3 wyposażona w podwozie kołowe
- Go 242B-5 – wersja wyposażona w podwójny układ sterowniczy
- Go 242C-1 – wersja wyposażona w pływaki umieszczone pod kadłubem, wersja ta nie wyszła poza sferę projektu i miała być zastosowana w ataku na flotę brytyjską stacjonującą w Scapa Flow[2]

## Użycie
Szybowce Go-242 już w 1941 roku zostały wprowadzone do jednostek desantowych, ale głównym ich zadaniem stał się transport zaopatrzenia na froncie wschodnim oraz do Afryki Północnej, a do ich holowania używano samolotów Junkers Ju 52.
Używano ich także do zaopatrywania i ewakuacji wojsk zamkniętych w kotłach przez Armię Radziecką, w szczególności w rejonie Cholmu na Kubaniu i na Krymie. Ponosiły one wtedy znaczne straty.

## Opis konstrukcji
Szybowiec Gotha Go 242 był górnopłatem o konstrukcji mieszanej metalowo-drewnianej, z dwoma belkami kadłubowymi. 

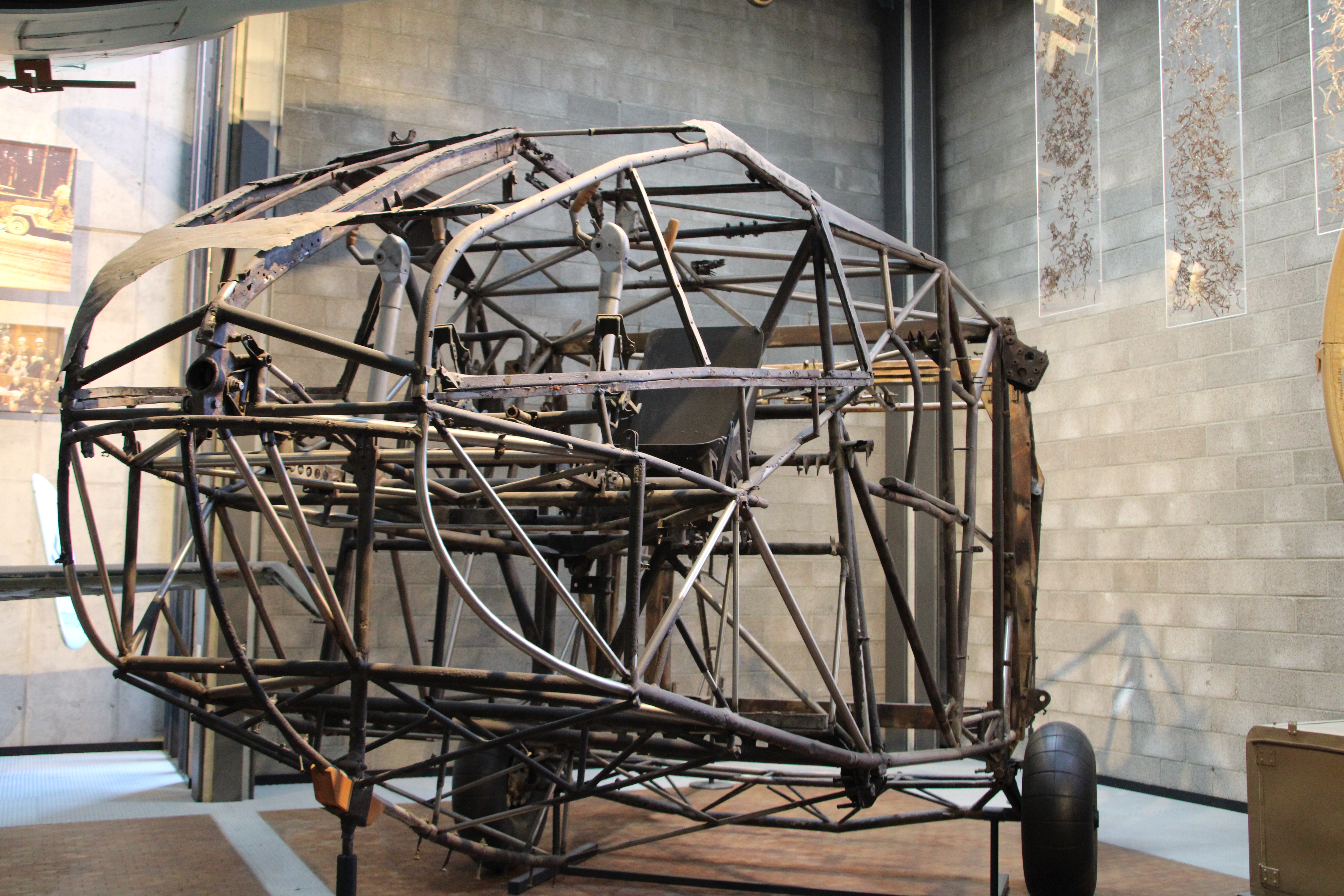
Szkielet kadłuba szybowca Gotha Go 242

Belki kadłubowe miały konstrukcję półskorupową drewnianą, na ich końcu zamocowano poziome usterzenie, usterzenie pionowe było zdwojone. Centralny kadłub o długości 11,30 m miał konstrukcję kratownicową ze spawanych rur stalowych i pokryty był płótnem. Tylna część kadłuba stanowiła równocześnie zamknięcie ładowni i odchylała się do góry. Po bokach kadłuba znajdowały się drzwi boczne, w wersjach Go 242B-3 i Go 242B-4 były jeszcze dodatkowe drzwi dla skoczków spadochronowych.
Płat miał konstrukcję drewnianą, kryty sklejką do głównego dźwigara, a następnie płótnem. Skrzydła zewnętrzne podparte były zastrzałami i wyposażone w lotki i tylne klapy.
Podwozie w pierwszych wersjach składało się z układu płóz, a późniejsze wyposażono w podwozie kołowe trójpodporowe amortyzowane, stałe.
Wersja transportowa szybowca posiadała uzbrojenie obronne w postaci czterech ruchomych stanowisk wyposażonych w karabiny maszynowe MG 15 kal. 7,92 mm z zapasem 250 naboi każdy; umieszczone one były z przodu, w dolnej oraz górnej i tylnej części kadłuba. Istniała też możliwość umieszczenia dodatkowo 4 karabinów maszynowych MG 34 kal. 7,92 mm w bocznych oknach kadłuba.
Maksymalna dopuszczalna prędkość holowania 240 km/h, najniższa prędkość holowania 145 km/h.